# David Thio
David Thio est un boxeur ivoirien né le 30 décembre 1966 à Katiola et mort le 14 mars 1989 à Lyon.

## Biographie
Passé professionnel en 1986, il meurt à l'issue de son 18e combat disputé le 4 mars 1989 à Lyon contre Terrence Alli.